# Миграције (генетика)
Миграције представљају основни механизам којим се остварује размена гена између популација исте врсте. Њиховим деловањем може се пореметити генетичка равнотежа популације.
Облици миграција су:
- емиграције – кретање јединки из дате популације у неку другу и
- имиграције – долазак јединки из других популација у матичну популацију.

Ова кретања обично узрокују промене учесталости гена у популацијама између којих се врши процес размене генетичког материјала. Овај феномен означен је као проток гена. Ако две популације имају исту учесталост одређеног алела, тада миграције неће променити његову учесталост. Ако се учесталост алела одређеног гена разликује, онда ће се случајном миграцијом јединки његова учесталост променити. На пр. учесталост алела за крвну групу Б је врло велика у Азији (25%) и поступно се смањује на испод 10% идући прек западно Европе до Скандинавије. Ово опадање алела Б објашњено је инвазијом Монгола који су се кретали према западу. Мешањем Монгола са постојећим популацијама у којима алел за Б крвну групу вероватно није постојао, довела је до ширења овог гена од Азије до Скандинавије. 
У основи, овакве промене се могу сматрати веома позитивним, јер воде постепеном повећењу наследне разноврсности хуманих популација.